# Shania Twain
Shania Twain (AFI: [ʃəˈnaɪə 'tweɪn]; n. 28 august 1965, Windsor, Ontario, Canada), născută sub numele de Eilleen Regina Edwards, este o cântăreață și textieră canadiană. Ea a devenit foarte cunoscută în domeniul muzicii Pop Country odată cu lansarea celui de-al treilea album din cariera sa, intitulat Come on Over, care a fost comercializat în aproximativ 40 de milioane de exemplare pe plan internațional. Twain este singura interpretă care a reușit să obțină trei discuri de diamant în S.U.A. și se clasează pe locul secund în topul celor mai de succes artiști canadieni, prima fiind Celine Dion.
Până în prezent, Twain a fost aclamată de critici, care i-au acordat cinci premii Grammy, 27 premii BMI, iar produsele sale discografice au fost foarte comercializate pe plan internațional. În total, Twain a vândut peste 65 de milioane de exemplare ale albumelor sale, dintre care 48 de milioane numai în S.U.A..

## Anii copilăriei și primele contacte cu lumea muzicii
Eilleen Regina Edwards s-a născut în Windsor, Ontario, cel mai sudic oraș din Canada, fiind fiica lui Clarence Edwards și a soției acestuia, Sharon (născută Morrison). Părinții săi au divorțat când ea avea doi ani, iar Shania și sora sa, Jill, au intrat în custodia mamei lor. Ele s-au mutat în orașul Timmins din nord-estul statului Ontario, unde Sharon a născut o a treia fetiță, Carrie-Ann, și s-a recăsătorit cu Jerry Twain, un Ojibwa (nativ canadian indian), cu care a mai avut doi băieți, Mark și Darryl. Jerry Twain le-a adoptat legal pe fete, care și-au schimbat astfel numele în Twain. Din cauza relației de rudenie cu tatăl său vitreg, oamenii au presupus că Shania are origini Ojibwa, dar interpreta a declarat mai târziu într-un interviu că tatăl său biologic avea strămoși de origini indiene Cree.
Fiind unul dintre cei cinci copii ai familiei, Eilleen a avut o copilărie grea în Timmins. Părinții săi câștigau puțin, iar mâncarea pe care și-o permiteau era adeseori insuficientă. La un moment dat, în timp ce Jerry Twain era la serviciu, mama sa și restul familiei au călătorit 425 de mile, până la un adăpost de nefamiliști din Toronto, în căutare de ajutor. Ea nu a declarat la școală situația neplăcută în care se afla familia, de teamă că intervenția autorității ar putea duce la dezbinarea căminului lor. În comunitatea izolată unde a crescut, ea a învățat să vâneze și să taie lemne. Fiind nevoită să își ajute familia, din cauza problemelor financiare, Twain a lucrat într-un restaurant McDonald's și a început să cânte într-un bar local la vârsta de doar opt ani. Ea câștiga și câte douăzeci de dolari pe noapte, cântând pentru clienții rămași după închiderea barului. Deși interpreta și-a exprimat lipsa de plăcere în a cânta într-un astfel de mediu de la o vârstă atât de fragedă, crede că aceasta i-a fost „școala de arte” în care a deprins abilitățile necesare pentru a deveni o cântăreață de succes.

## Cariera în muzică

### Începutul carierei și colapsul
La vârsta de treisprezece ani, Eilleen Twain a fost invitată să interpreteze în cadrul emisiunii Tommy Hunter Show difuzate de către televiziunea CBC. În timpul adolescenței, Twain a frecventat liceul Timmins High and Vocational School din oraș. Ea și-a continuat pasiunea pentru muzică prin intermediul unei formații locale numite Longshot, alături de care a reînregistrat melodii celebre ale anilor 1980.
În anul 1984, Eilleen Twain a interpretat un duet alături de muzicianul de origine canadiană Tim Denis. Duetul a apărut și pe unul dintre albumele acestuia.
La data de 1 noiembrie, 1987 mama și tatăl său vitreg au murit într-un accident rutier. Atunci, în vârstă de 22 de ani, Twain a decis să preia controlul asupra vieții de familie și să renunțe o vreme la cariera în muzică. Ea, frații săi vitregi Mark și Darryl și sora Carrie Ann s-au mutat în Huntsville, Ontario, unde Eilleen i-a întreținut cu banii câștigați din interpretările susținute în stațiunea Deerhurst, care se află în apropiere de Huntsville.

### 1991 - 1993: Debutul
În anul 1991, când avea 26 de ani, Eilleen Twain a fost invitată să înregistreze o casetă demo în Huntsville, Ontario. Managerul Richard Frank i-a propus lui Twain un contract muzical. Aceasta a acceptat și a decis să își schimbe numele în Shania (pronunțat [Sha-nye-uh]), care înseamnă în limba indienilor Ojibwa, "Pe drumul meu".
La data de 20 aprilie a anului 1993 a început comercializarea albumului de debut al Shaniei Twain. Acesta îi poartă numele interpretei și este influențat în mod puternic de către muzica country. Materialul discografic a fost produs de către Harold Shedd și Norro Wilson. Twain a contribuit foarte puțin în procesul de creare al albumului, ea ajutând doar la scrierea textului unei melodii ("God Ain't Gonna Getcha for That").
De pe album au fost extrase trei discuri single: primul - What Made You Say That, cel de-al doilea - Dance with the One That Brought You și ultimul, You Lay a Whole Lot of Love on Me. Piesele au obținut poziții slabe în clasamentele de specialitate. Totuși, ele au ajutat albumul „Shania Twain” să fie comercializat în aproximativ 250.000 exemplare la finele anului 1993. Totuși, datorită succesului obținut de materialele discografice mai recente ale interpretei, albumul a fost comercializat într-un milion de exemplare pe plan internațional până în prezent și a fost certificat cu discul de platină în S.U.A..
În anul 1993, Twain a înregistrat armoniile vocale pentru albumul lui Sammy Kershaw intitulat Haunted Heart.

### 1995 - 1996: Primele succese

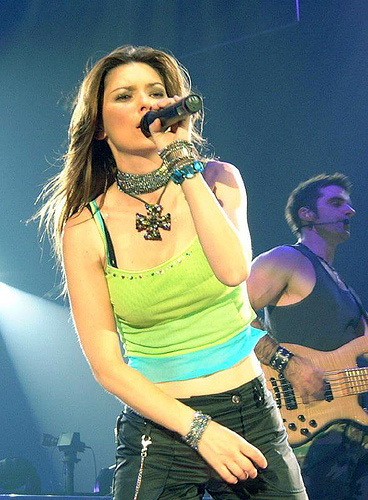
Shania Twain în 2004

După ce producătorul de muzică rock, Robert John "Mutt" Lange a ascultat o perioadă melodiile și felul de a cânta a Shaniei, el s-a oferit să îi creeze materiale discografice noi. După multe dialoguri telefonice, cei doi s-au întâlnit în persoană la Festivalul muzical CMA în luna iunie a anului 1993. Twain a remarcat interesul lui Lange pentru muzica sa, iar în doar câteva săptămâni, cei doi au devenit foarte buni prieteni.
Cei doi au colaborat pentru producerea celui de-al doilea album din cariera profesionistă a Shaniei Twain. Acesta, intitulat The Woman in Me a început să fie comercializat în prima parte a anului 1995 în America de Nord. Toate melodiile incluse pe acest material discografic au fost produse de către Twain și Lange, exceptând The Woman in Me (compusă integral de către Lange) și Leaving Is the Only Way Out (compusă integral de către Shania).
The Woman in Me a ajuns rapid pe prima poziție a topului Billboard, la categoria "Albume de muzică country". În S.U.A., materialul discografic a fost certificat de douăsprezece ori cu discul de platină, echivalent cu 12 milioane de exemplare comercializate.
Dintre cele opt single-uri extrase de pe album, patru au câștigat primul loc în clasamentele de specialitate ale muzicii country din America de Nord. Acestea sunt: Any Man of Mine, (If You're Not in It for Love) I'm Outta Here! ,You Win My Love și No One Needs to Know.
Albumul The Woman in Me i-a adus Shaniei Twain multe premii, cel mai important fiind în cadrul Premiilor Grammy la categoria Cel mai bun album de muzică country. Academia Muzicii Country a declarat The Woman in Me albumul anului, iar Shania Twain a primit premiul la categoria "Debutanta anului".

### 1997-2000: Punctul culminant al carierei
În anul 1997 a început comercializarea celui de-al treilea album din cariera profesionistă a Shaniei Twain. Acesta, intitulat Come on Over a devenit cel mai de succes material discografic al interpretei. Albumul nu a atins prima poziție în clasamentele de specialitate, dar a fost comercializat în zeci de milioane de exemplare. Come on Over a rămas în topuri timp de doi ani, ajungând să fie vândut în peste 20 de milioane de copii în S.U.A., în timp ce pe plan mondial acesta a fost comercializat în peste 35 de milioane de discuri. Come on Over a devenit cel mai comercializat album al unei artiste din toate timpurile, cel mai vândut album de muzică country din istorie. Materialul discografic ocupă poziția cu numărul opt în clasamentul celor mai comercializate albume ale unui artist în S.U.A..
Dintre cele doisprezece single-uri extrase de pe acest album, nouă au atins prima poziție în clasamentele de specialitate din cel puțin o țară cu o piață comercială dezvoltată, precum S.U.A. sau Australia. Patru dintre ele s-au dovedit a fi hituri de mare calibru, câștigând poziții bune și foarte bune în topuri. (You're Still the One; From This Moment On; That Don't Impress Me Much și Man! I Feel Like a Woman!).
La data de 29 mai a anului 1998, Shania Twain a început primul turneu din cariera sa. Acesta, intitulat Come on Over Tour a fost creat pentru a contrazice reacțiile criticilor, care spuneau că Shania nu poate cânta live. Turneul s-a dovedit a fi de succes, devenind unul dintre cele mai populare din anii 1998 și 1999. Două dintre interpretările cântăreței din timpul turneului au fost folosite pentru a crea videoclipurile single-urilor Honey, I'm Home și Come on Over.
În cadrul unui concert susținut în Ottawa, în anul 1999, o fetiță necunoscută, în vârstă de paisprezece ani, originară din Ontario a câștigat un concurs radio și i-a fost oferită ocazia de a cânta alături de Twain pe scenă. Această fetiță are în prezent 33 de ani și este o artistă de calibru internațional, Avril Lavigne.
La finele anului 1999 a început comercializarea primului DVD din cariera interpretei. Acesta, intitulat Live a fost înregistrat în timpul turneului de promovare Come on Over Tour.

## Viața personală
Pe data de 1 ianuarie 2011 s-a căsătorit cu omul de afaceri Frederic Thiebaud în Puerto Rico.